# Авиуд (сын Аарона)
Авиуд (др.-евр. אֲבִיהוּא‬ или Абигу, или Авиху; букв. «Господь — мой отец») — персонаж Пятикнижия, один из сыновей Аарона и Элишевы, который со своими братьями, Надабом, Элиезером и Ифамаром, был отделён или назначен самим Богом к священническому служению.
Вскоре после своего вступления в священство Надав и Авиуд согрешили, нарушив Божье повеление относительно возжжения фимиама, и немедленно погибли, будучи истреблены огнём, снисшедшим от Господа. Это случилось, когда евреи находились в пустыне Синайской. Сущность их вины в том, что они принесли пред Господом огонь чуждый, то есть огонь обыкновенный, а не тот, который по повелению Божию должны были брать с жертвенника всесожжения. Некоторые приписывают этот греховный поступок излишнему употреблению ими вина.
Библейский рассказ о принесении сыновьями Аарона обыкновенного огня в святыню и о постигшем их наказании освещается агадистами различно. Вопреки прямому смыслу библейского текста один древний Мидраш применяет к Авиуду и Надаву стих Экклезиаста (7, 15): «Бывает, что праведник гибнет в праведности своей»; «они принесли жертву из фимиама для того, чтобы выразить чувство своего благоговения пред Богом, и, воскуряя фимиам, сами вместе с ним сгорели». Другой же агадист, напротив, считает вполне справедливой постигшую их кару и даже взводит на них обвинение в зависти к Моисею и Аарону. «Смотри, — говорил один другому, — каких почестей удостаиваются отец и дядя от народа. Скоро ли умрут эти старики, и скоро ли мы станем во главе народа?» Глас небесного Судьи ответил на это: «Подождите, мы ещё посмотрим, кто кого похоронит». Надо полагать, что подобное освещение библейского рассказа имело в виду какие-нибудь современные агадисту житейские отношения лиц, которых он не мог назвать прямо по имени и которым он выразил порицание в форме древней легенды.
Впрочем, некоторые другие агадисты склонны видеть в детях Аарона настоящих праведников. Слова «и умерли они пред лицом Господним» толкуются в том смысле, что смерть детей при жизни праведных родителей очень огорчает Бога. Кроме того, так как смерть благочестивых вообще имеет искупительное значение, то глава, заключающая библейский рассказ о смерти сыновей Аарона, читается в день Искупления (Иом-Киппур). Высшую степень идеализации Авиуда и Надава можно увидеть в «Мидраш Танхума» к этому месту, где сказано следующее: «Они умерли при попытке сбросить с себя вещественную оболочку». Что это представление агады весьма древнего происхождения, видно из того, что ещё Филон Александрийский выразился таким образом: «Надаб и Αвиуд, которые приблизились к Богу и отрешились от бренной жизни, чтобы получить бессмертие, были наги; это значит, что они порвали все узы, связывавшие их с человеческими потребностями и страстями». Неясно, откуда заимствовал Филон, что они были наги: в Библии прямо сказано, что родственники вынесли их из святыни «в одеждах».
Согласно другой версии, сыновья Аарона были убиты огнем небесным; их тела и одеяния не были уничтожены, чудесный огонь сжег только их души. Рабби Элеазар бен Гирканос и р. Акиба находят их достойными порицания лишь постольку, поскольку они отважились на весьма серьёзный шаг, не посоветовавшись предварительно с Моисеем. Р. Исмаил придерживается того взгляда, что они согрешили тем, что не принесли своей жертвы в установленное время. Это объяснение нашло себе место также в библейском переводе «Пешитто», который прибавляет к словам «огонь чуждый» (אשׁ זרה) слова «не в урочное время». Первоначально это прибавление, без сомнения, носило характер объяснительного толкования, но впоследствии оно было включено в сам текст.
Позднейшая агада также порицает сыновей Аарона и упрекает их в слишком большом самомнении. Они остались неженаты потому лишь, что не находили ни одной женщины, достойной их внимания. Следует заметить, что отрицательный взгляд на Надава и Авиуда разделяется также и некоторыми отцами церкви, например, Ефремом Сирином.